# 真実の瞬間 (1991年の映画)
『真実の瞬間』（しんじつのとき、Guilty by Suspicion）は、1991年のアメリカ映画。アーウィン・ウィンクラー脚本兼監督。1950年代、マッカーシズムに揺れるハリウッドで共産主義者の疑いをかけられた映画監督を主人公にした。

## あらすじ
1951年のある日、新進気鋭の映画監督デヴィッド・メリルは、20世紀フォックスの社長ダリル・F・ザナックから呼び出され、連邦議会下院の下院非米活動委員会が彼を召喚しようとしていると告げられる。メリルは疑いを晴らすために誰かを売るように弁護士から助言されたが、それを断ったがために、メリル自身が疑いの標的にされ、ハリウッドから事実上追放されてしまった。メリルは家族とも離れて一人各地を転々とするが、どこにいてもFBIの尾行がついてくる。そしてメリルはある決意を秘めて…。

## キャスト
※括弧内は日本語吹替
- デヴィッド・メリル - ロバート・デ・ニーロ（池田勝）
- ルース・メリル - アネット・ベニング（駒塚由衣）
- バニー・バクスター - ジョージ・ウェント（石田太郎）
- フェリックス・グラフ - サム・ワナメイカー（村松康雄）
- ダリル・F・ザナック - ベン・ピアッツァ（阪脩）
- ジョー・レッサー - マーティン・スコセッシ（伊井篤史）
- ドロシー・ノーラン - パトリシア・ウェティグ（弥永和子）
- ラリー・ノーラン - クリス・クーパー（有本欽隆）
- ポーリー・メリル - ルーク・エドワーズ（湯澤真伍）
- レイ・カーリン - トム・サイズモア（幹本雄之）
- バート・アラン - バリー・プリマス（吉水慶）
- ジーン・ウッズ - ジーン・カークウッド（金尾哲夫）
- ウッド議長 - ゲイラード・サーテイン（藤本譲）
- タヴェンナー議員 - ロビン・ギャメル（山野史人）
- ヴェルデ議員 - ブラッド・サリヴァン（有本欽隆）
- フェリシア・バロン - ロクサン・ビッグス（佐藤しのぶ）
- FBI捜査官 - アダム・ボールドウィン（中田和宏）
- クロード・ロワン - クロード・ロービエ（牛山茂）

## モデル
主人公デヴィッド・メリルは、実在の映画監督ジョン・ベリーがモデルになっている。ベリーは非米活動委員会での証言を拒否しハリウッドから追放された映画関係者（通称ハリウッド10）を取り上げた短編ドキュメンタリーを制作し、そのことで彼自身もまた赤狩りの対象になり、妻子を残しフランスへの亡命を余儀なくされた。ベリーは1964年アメリカ合衆国に帰国したが、本拠は生涯パリに置いていた。この映画の公開から8年後の1999年、パリで死去した。また、マーティン・スコセッシが演じる映画監督ジョー・レッサーはジョゼフ・ロージーがモデルである。なお、ベリー自身はスペイン内戦中に共産党に入党していた。

## 備考
- 弁護士役を演じたサム・ワナメイカーは、実際に赤狩りを体験している。